# Эртан, Мустафа
Мустафа Эртан (тур. Mustafa Ertan; 21 апреля 1926, Анкара, Турция — 17 декабря 2005, Бурса, Турция) — турецкий футболист, игравший на позиции защитника.

## Карьера игрока

### Клубная карьера
В сезоне 1959/60 Мустафа Эртан провёл за стамбульский «Бешикташ» 7 матчей в чемпионате Турции. В следующем сезоне он сыграл в рамках Национальной лиги 22 матча и забил три гола, в том числе и «Галатасараю». В 1961 году Мустафа Эртан перешёл в клуб «Тюрк Телекомспор», за который играл в Национальной лиге до 1964 года.

### Карьера в сборной
20 ноября 1949 года Мустафа Эртан дебютировал за сборную Турции в матче против сборной Сирии, проходившем в рамках отборочного турнира чемпионата мира 1950 года. Защитник сыграл во всех трёх матчах Турции на чемпионате мира 1954 года в Швейцарии: дважды против ФРГ и один с Южной Кореей. Во второй игре с немцами Мустафа Эртан забил гол.

## Тренерская карьера
Мустафа Эртан выполнял функции играющего главного тренера клуба «Тюрк Телекомспор» с 1961 года. В сезонах 1965/66 и 1966/67 он возглавлял другой клуб Национальной лиги «Хаджеттепе», а в сезоне 1967/68 — «Шекерспор».
Затем он тренировал «Анкарагюджю», «Трабзонспор» и «Бурсаспор».